# Іст-Гейзел-Крест (Іллінойс)
Іст-Гейзел-Крест (англ. East Hazel Crest) — селище (англ. village) в США, в окрузі Кук штату Іллінойс. Населення — 1297 осіб (2020).

## Географія
Іст-Гейзел-Крест розташований за координатами 41°34′33″ пн. ш. 87°39′1″ зх. д. / 41.57583° пн. ш. 87.65028° зх. д. (41.575799, -87.650273).  За даними Бюро перепису населення США в 2010 році селище мало площу 2,03 км², уся площа — суходіл.

## Демографія
Згідно з переписом 2010 року, у селищі мешкали 1543 особи в 584 домогосподарствах у складі 395 родин. Густота населення становила 760 осіб/км².  Було 633 помешкання (312/км²).
Расовий склад населення:
| - 53,4 % — чорних або афроамериканців - 36,1 % — білих - 0,5 % — корінних американців - 0,5 % — азіатів - 0,1 % — вихідців з тихоокеанських островів - 7,7 % — осіб інших рас |

До двох чи більше рас належало 1,7 %. Частка іспаномовних становила 13,4 % від усіх жителів.
За віковим діапазоном населення розподілялося таким чином: 24,9 % — особи молодші 18 років, 63,7 % — особи у віці 18—64 років, 11,4 % — особи у віці 65 років та старші. Медіана віку мешканця становила 37,2 року. На 100 осіб жіночої статі у селищі припадало 91,4 чоловіків;  на 100 жінок у віці від 18 років та старших — 85,1 чоловіків також старших 18 років.
Середній дохід на одне домашнє господарство  становив 49 416 доларів США (медіана — 45 353), а середній дохід на одну сім'ю — 52 677 доларів (медіана — 46 719). Медіана доходів становила 45 234 долари для чоловіків та 34 792 долари для жінок. За межею бідності перебувало 29,1 % осіб, у тому числі 44,6 % дітей у віці до 18 років та 4,1 % осіб у віці 65 років та старших.
Цивільне працевлаштоване населення становило 653 особи. Основні галузі зайнятості: освіта, охорона здоров'я та соціальна допомога — 19,3 %, науковці, спеціалісти, менеджери — 18,5 %, транспорт — 11,9 %, фінанси, страхування та нерухомість — 11,5 %.